# Taylorov red
U matematičkoj analizi Taylorov red ili Taylorov razvoj funkcije u nekoj točki zbroj je beskonačno mnogo n-tih potencija varijable množenih n-tim derivacijama funkcije izvrijednjenim toj točki. 
Da bi se definirao Taylorov red funkcije {\displaystyle f} ona mora biti klase {\displaystyle C^{\infty }} na nekom intervalu {\displaystyle I}, što znači da ima n-tu derivaciju za svaki prirodan broj {\displaystyle n} i da su te derivacije neprekidne funkcije na {\displaystyle I}. U točki {\displaystyle c} intervala {\displaystyle I} Taylorov red za funkciju {\displaystyle f} glasi:
{\displaystyle f(c)+{\frac {f'(c)}{1!}}(x-c)+{\frac {f''(c)}{2!}}(x-c)^{2}+\dots +{\frac {f^{(n)}(c)}{n!}}(x-c)^{n}+\dots }
Za {\displaystyle c=0} Taylorov red se naziva Maclaurinov red. Gornji red može divergirati za svako {\displaystyle x\neq c} ili konvergirati nekoj drugoj funkciji, pa su za definiciju funkcije potrebna dodatna ispitivanja derivacija {\displaystyle f^{(n)}}.

## Primjeri
Taylorov razvoj izvor je mnogih razvoja funkcija u redove koji se upotrebljavaju za približni izračun ili za definiciju funkcija. Neki od Taylorovih redova za elementarne funkcije jesu:
{\displaystyle e^{x}=\sum _{n=0}^{\infty }{\frac {x^{n}}{n!}}}
{\displaystyle \sin x=\sum _{n=0}^{\infty }(-1)^{n}{\frac {x^{2n+1}}{(2n+1)!}}}
{\displaystyle \cos x=\sum _{n=0}^{\infty }(-1)^{n}{\frac {x^{2n}}{(2n)!}}}

## Taylorov polinom
Za približni izračun koristi se Taylorov polinom:
{\displaystyle T_{n}(x)=f(c)+{\frac {f'(c)}{1!}}(x-c)+\dots +{\frac {f^{(n)}(c)}{n!}}(x-c)^{n}}
gdje se funkcija
{\displaystyle R_{n}(x)=f(x)-T_{n}(x)}
naziva n-ti ostatak funkcije {\displaystyle f} i može se zapisati u Lagrangeovom integralnom obliku:
{\displaystyle R_{n}(x)=\int _{c}^{x}{\frac {f^{(n+1)}(t)}{n!}}(x-t)^{n}dt}

## Kriterij konvergencije
Konvergencija Taylorovog razvoja funkcije {\displaystyle f} zavisi od brzine rasta derivacija {\displaystyle f^{(n)}} u okolini točke {\displaystyle c}. U vezi s tim može se pokazati sljedeći teorem:
Neka je {\displaystyle f} realna funkcija klase {\displaystyle C^{\infty }} definirana na intervalu {\displaystyle I}. Ako postoji prirodan broj {\displaystyle n_{0}} i realni pozitivni brojevi {\displaystyle \delta ,M,C} takvi da je
{\displaystyle |f^{(n)}(x)|\leq C\cdot M^{n}\cdot n!}
za svako {\displaystyle x} iz intervala {\displaystyle I'=(c-\delta ,c+\delta )\cap I} i za svako {\displaystyle n\geq n_{0}}, tada Taylorov red konvergira k {\displaystyle f(x)} za svako {\displaystyle x\in I'} za koje je
{\displaystyle |x-c|<{\frac {1}{M}}}
U tom slučaju je {\displaystyle \lim R_{n}(x)=0}.